# FC Dallas
Football Club Dallas – amerykański klub piłkarski z Frisco, założony 6 czerwca 1995, występujący w Major League Soccer. Piłkarze zespołu występują na Toyota Stadium.

## Historia

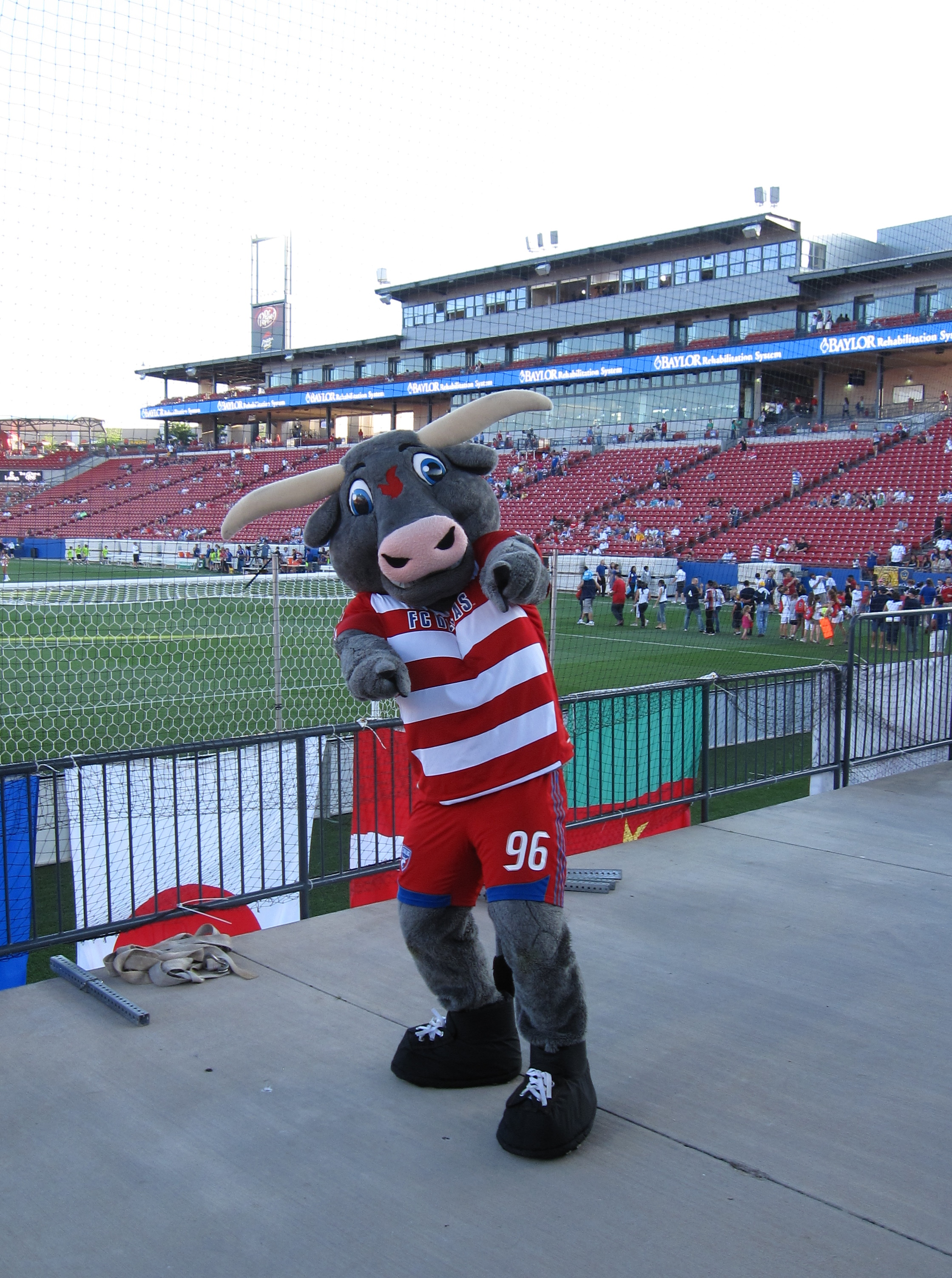
Tex Inferno

Klub założony został w roku 1996 jako Dallas Burn. Zmiana nazwy na obecną miała miejsce w 2004.
Gracze FC Dallas pierwszy mecz rozegrali 14 kwietnia 1996 przeciwko San Jose Clash. Największą wygraną zanotowali w 10 lipca 1999 w potyczce z Kansas City Wizards, 5:0. Zaś największa przegrana nastąpiła z wielokrotnym mistrzem Stanów Zjednoczonych Los Angeles Galaxy. Spotkanie odbyło się 4 czerwca 1998 i było przez FC Dallas przegrane aż 8:1.
Największy sukces odnotowali 1997 roku, kiedy zwyciężyli MLS. W 2005 zostali wiceliderem swojej klasy piłkarskiej. Sięgnęli tylko raz po Puchar Major League Soccer.
W 2010 roku drużyna doszła do finału MLS, w którym to przegrała 1:2 z Colorado Rapids. Dzięki temu drużyna po raz pierwszy w historii zakwalifikowała się do Ligi Mistrzów, w której to w grupie C drużyna z siedmioma punktami zajęła trzecie miejsce.
Wiosną 2013 roku, drużyna U-15 FC Dallas przebywała na 10-dniowym obozie w Polsce, podczas którego rozegrali sparingowe mecze, m.in. z Wartą Poznań, z którą to wygrali 3:1.
Najbardziej zagorzałymi kibicami są tzw. The Inferno. Z kolei maskotką zespołu jest byk Tex Inferno.

## Aktualna kadra
| Nr | Poz. | Piłkarz            |
| -- | ---- | ------------------ |
| 1  | BR   | Jesse González     |
| 2  | OB   | Reggie Cannon      |
| 3  | OB   | Reto Ziegler       |
| 5  | OB   | Moisés Hernández   |
| 6  | OB   | Marquinhos Pedroso |
| 7  | PO   | Carlos Gruezo      |
| 9  | NA   | Cristian Colmán    |
| 10 | PO   | Pablo Aránguiz     |
| 11 | PO   | Santiago Mosquera  |
| 12 | PO   | Ryan Hollingshead  |
| 13 | NA   | Zdeněk Ondrášek    |
| 14 | BR   | Jimmy Maurer       |

| Nr | Poz. | Piłkarz          |
| -- | ---- | ---------------- |
| 15 | PO   | Jacori Hayes     |
| 16 | NA   | Dominique Badji  |
| 17 | NA   | Francis Atuahene |
| 18 | PO   | Brandon Servania |
| 19 | PO   | Paxton Pomykal   |
| 21 | PO   | Michael Barrios  |
| 22 | NA   | Ema Twumasi      |
| 23 | PO   | Thomas Roberts   |
| 24 | OB   | Matt Hedges      |
| 27 | NA   | Jesus Ferreira   |
| 29 | NA   | Bryan Reynolds   |
| 30 | BR   | Kyle Zobeck      |